# Helion (Unternehmen)
Die Helion Energy AG (kurz Helion) ist ein Schweizer Energiedienstleistungsunternehmen mit Sitz in Zuchwil. Helion nimmt innerhalb der Branche eine Pionierrolle ein und ist einer der grössten Solarinstallateure des Landes. Seit 2022 ist das Unternehmen Teil der AMAG-Gruppe.

## Geschichte

### Gründung und Anfangsjahre
Im Jahr 2008 gründeten Noah Heynen und Samuel Beer in Lohn-Ammannsegg die Helion Solar GmbH. Schon in den ersten Jahren entwickelte sich das Unternehmen zu einem der grössten Solarinstallateure der Schweiz. 2011 konnte in St. Gallen ein zweiter Standort eröffnet werden. Im darauffolgenden Jahr gründeten Beer und Heynen schliesslich die Helion Solar AG mit Sitz in Luterbach. Zudem kamen fünf weitere Niederlassungen in Yverdon-les-Bains, Rothenburg, Volketswil, Rivera und Bern hinzu. Im Herbst 2012 erwarb das Energieversorgungsunternehmen AEK Energie einen Drittel von Helion. Im Folgejahr startete Helion ein Pilotprojekt mit einem Batteriespeicher, in dem der Strom der Photovoltaik-Anlage eines Einfamilienhauses eingespeichert wurde.

### Verkauf an Alpiq
2015 wurde Helion vom Energiekonzern Alpiq gekauft und in den auf Gebäudetechnik spezialisierten Geschäftsbereich Alpic InTec integriert. Zu diesem Zeitpunkt beschäftigte Helion rund 90 Angestellte. Im Oktober 2016 erhielt das Unternehmen den Schweizer Solarpreis für eine 39'000 Quadratmeter grosse PV-Anlage auf dem Dach einer Werkhalle in Zuchwil. Im Jahr 2018 veräusserte Alpiq die Gebäudetechnik an die  Bouygues Energies & Services Schweiz AG, womit Helion abermals den Besitzer wechselte. Wurden bislang ausschliesslich Solaranlagen installiert, nahm Helion 2018 auch Wärmepumpen ins Sortiment auf.

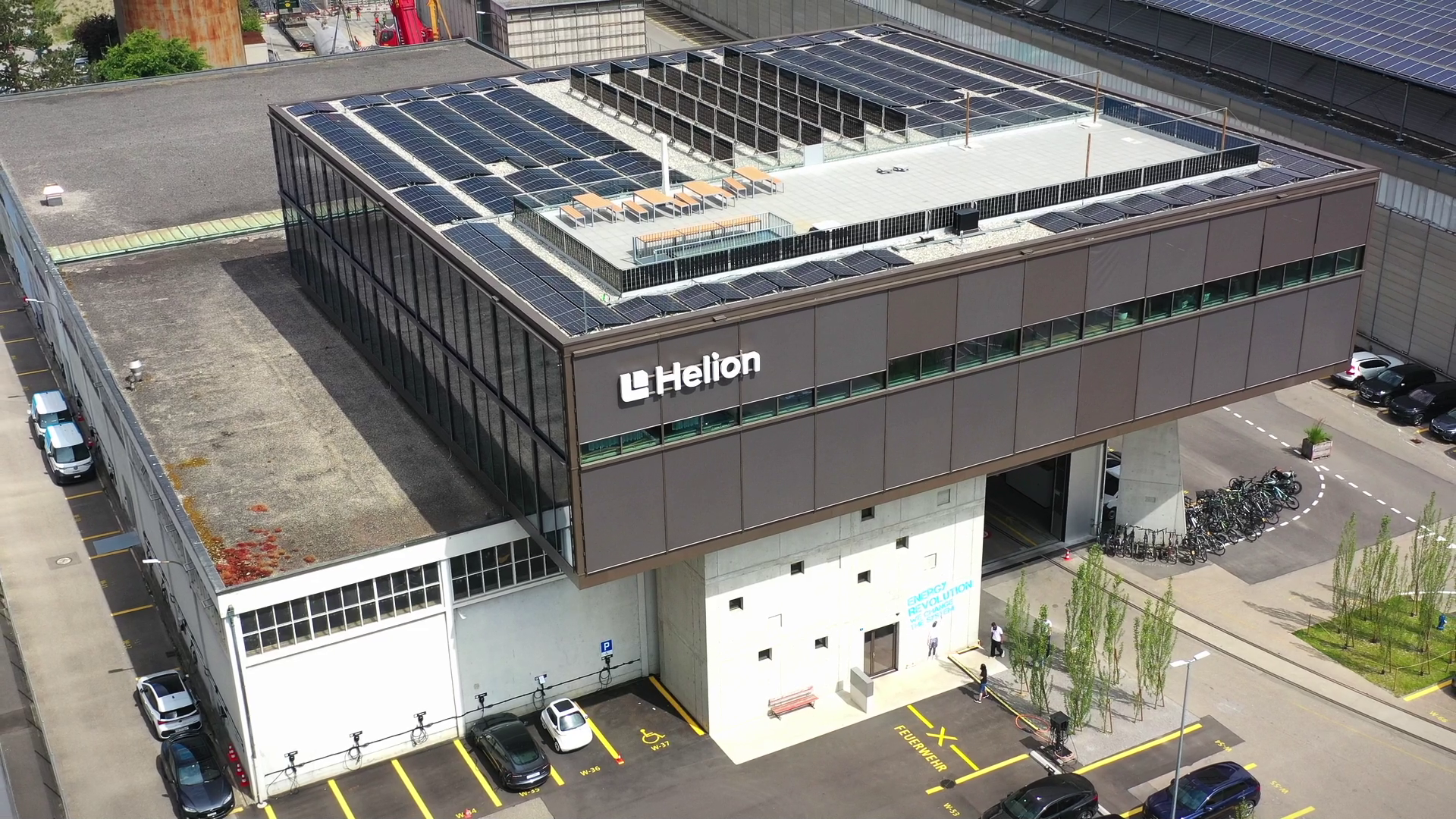
Der Hauptsitz der Helion Energy AG

### Neuer Hauptsitz und Verkauf an AMAG-Gruppe
Zu Beginn der 2020er-Jahre profitierte Helion stark vom Aufschwung der Solarbranche. So kam es in den Folgejahren zu einem starken Wachstum: 2022 waren bereits 450 Personen bei Helion angestellt. In diesem Jahr bezog das Unternehmen den neu gebauten Hauptsitz in Zuchwil. Im September 2022 erfolgte ein weiterer Verkauf: Helion wurde Teil der auf den Automobilhandel spezialisierten AMAG-Gruppe. Mit diesem Schritt erfolgte auch die Namensänderung zu Helion Energy AG. Martin Everts, Head of Corporate Development von Amag, wurde infolge des Verkaufs zum Verwaltungsratspräsidenten. Noah Heynen und Samuel Beer blieben in der Geschäftsleitung.

### Eröffnung eines Ausbildungszentrums
Am Hauptsitz in Zuchwil eröffnete Helion im Sommer 2023 ein Ausbildungszentrum, in dem angehende Fachleute die Montage von Solaranlagen üben können. Nachdem ein Jahr später die Berufslehre Solarinstallateur/in EFZ neu geschaffen wurde, engagierte sich Helion sogleich als Lehrbetrieb für Nachwuchs in der Solarbranche. Im Sommer 2024 begannen fünf Jugendliche ihre Lehre beim Energiedienstleister. Zu diesem Zeitpunkt hatte Helion knapp unter 600 Angestellte. Ende August 2024 gewann Helion den aeesuisse Award. Mit dieser Auszeichnung würdigte die aeesuisse, der Schweizer Dachverband der Wirtschaft für erneuerbare Energien und Energieeffizienz, Helions Solar Power Purchase Agreement, einen Strombeschaffungsvertrag für KMU. Im November desselben Jahres folgte der Titel Master of Swiss Apps 2024 für die Helion ONE App, mit der Nutzerinnen und Nutzer den Energieverbrauch steuern können.

### Leistungsstärkste Anlage auf einem einzelnen Dach
Im April 2025 wurde verkündet, dass Helion auf dem Dach des Aldi-Verteilzentrums in Domdidier die schweizweit grösste Solaranlage auf einem einzelnen Gebäude installieren wird. Die 10 MW starke Anlage soll 2026 in Betrieb genommen werden.

## Tätigkeiten
Seit Gründung ist Helion auf die Montage, Installation und Wartung von Solaranlagen spezialisiert. Heute bietet Helion Gesamtlösungen im Bereich Installation und Vernetzung von Solaranlagen, Stromspeicher, Wärmepumpen und Ladestationen an. Zudem hat das Unternehmen mit Helion ONE eine Plattform zur Steuerung des Eigenverbrauchs entwickelt. Schweizweit verfügt Helion über sieben Niederlassungen. Mit den Standorten in Rivera und Yverdon-les-Bains ist Helion auch in der italienischsprachigen und der französischsprachigen Schweiz vertreten.
| Rothenburg |

| Volketswil |

| Cham |

| Yverdon-les-Bains |

| Zuchwil |

| St. Gallen |

| Rivera |